# Нощни действия
„Нощни действия“ (на английски: Night Moves) е американски криминален филм от 1975 година на режисьора Артър Пен по сценарий на Алан Шарп. Главните роли се изпълняват от Джийн Хекман, Дженифър Уорън, Сюзан Кларк.

## Сюжет
Сюжетът описва частен детектив, който е въвлечен в криминално разследване с неочаквани обрати. Филмът няма голям търговски успех, но оказва влияние за възраждането на стила филм ноар през 70-те години.

## В ролите
| Изпълнител     | Роля           |
| -------------- | -------------- |
| Джийн Хекман   | Хари Мосби     |
| Дженифър Уорън | Пола           |
| Сюзън Кларк    | Елен Мосби     |
| Едуард Бинз    | Джой           |
| Мелани Грифит  | Дели Грастнер  |
| Джеймс Уудс    | Куентин        |
| Кенет Марс     | Ник            |
| Харис Юлин     | Марти Хелър    |
| Антъно Костело | Марв Елман     |
| Джанет Уорд    | Арлин Айверсън |
| Джон Кроуфорд  | Том Айверсън   |
| Бен Арчибек    | Чарлс          |

## Награди и Номинации
За главната си роля във филма Джийн Хекман е номиниран за наградата на БАФТА за мъжка роля.